# أرض الأبطال (فلم)
أرض الأبطال فيلم درامي مصري.

## القصة
في أجواء حرب 1948 بفلسطين، يُصدم أحد الشباب عندما يعلم أن والده الثري قرر أن يتزوج الفتاة التي يُغرم بها، فيتطوع في الجيش، ويشترك في الحرب. وفي مدينة غزة يلتقي بفتاةٍ فلسطينية، ويتحابان ويقرران الزواج، فيقوم الأب بتوريد أسلحة فاسدة إلى الجيش، تكون سببًا في فقدان الابن لبصره في خلال إحدى العمليات.

## البطولة
| - جمال فارس - كوكا - عباس فارس - لولا صدقي - عزيزة حلمي | - صلاح نظمي - عبد الغني النجدي - عمر الجيزاوي - روحية فرج:وداد - جورج يوردانيدس | - قمر:سوزي - عبد المنعم إسماعيل - توفيق إسماعيل - أنور زكي - عباس رحمي | - إبراهيم حشمت - عبد الحميد بدوي - إستر شطاح - أحمد بالي - سيد حافظ | - منير الفنجري - محمد أمين - وهبة حسب الله - سيد عبد الله - خالد العجباني - شافية أحمد: غناء |

## روابط خارجية
- مقالات تستعمل روابط فنية بلا صلة مع ويكي بيانات